# 馬氏小鯷
馬氏小鯷（学名：Anchoa marinii）為輻鰭魚綱鲱形目鳀科的其中一種，分布於西南大西洋區的巴西及阿根廷海域，棲息深度可達20公尺，本魚體延長，吻的長度約等於眼徑，頷骨相當長，體深藍色或綠色，體側具一條寬的銀色條紋，頭部具彩虹色光彩，背鰭軟條12-13枚，臀鰭軟條20-24條，體長可達14公分，喜群游，棲息在沿岸，以浮游生物為食。

## 擴展閱讀
維基物種上的相關：馬氏小鯷